# Federació Valenciana d'Esquaix
La Federació Valenciana d'Esquaix, o Federació d'Esquaix de la Comunitat Valenciana, és l'entitat destinada a regular, donar llicències, organitzar, formar, promoure, arbitrar, etc. les diferents modalitats incloses a l'esport de l'esquaix dins el territori valencià.
Té la seu a València. El 2010, vint anys després de la seua fundació, comptava amb 150 esportistes federats. Organitza el Campionat Autonòmic d'Esquaix, amb diversos tornejos repartits al llarg de l'any en les diferents categories i convoca la selecció valenciana d'esquaix per a l'Estatal per autonomies. i elabora l'escalafó de jugadors valencians d'esquaix.